# SGR 0418+5729
SGR 0418+5729 (SGR 0418) – magnetar odkryty w 2009, położony w gwiazdozbiorze Żyrafy i odległy o około 6500 lat świetlnych od Ziemi. Początkowo po jego odkryciu uważano, że SGR 0418 ma najsłabsze pole magnetyczne ze wszystkich znanych magnetarów i stanowi anomalię w znanej populacji tego typu obiektów, ale dodatkowe badania opublikowane w 2013 wykazały, że jest to bardziej typowy magnetar niż wcześniej sądzono, a jego pole magnetyczne należy do jednych z najsilniejszych znanych.

## Odkrycie i nazwa
Magnetar został odkryty 5 czerwca 2009 przez detektor Gamma-ray Burst Monitor (GMB) na pokładzie teleskopu kosmicznego Fermi Gamma-ray Space Telescope, który zarejestrował nieznane wcześniej źródło miękkiego promieniowania gamma. Odkrycie zostało także zarejestrowane i potwierdzone przez spektrometr Konus-RF na pokładzie satelity Koronas-Foton i przez Burst Alert Telescope orbitalnego obserwatorium Swift. Triangulacja danych obserwacyjnych wybuchu pozwoliła na ustalenie jego współrzędnych na RA(J2000) = 04h 18m 25s Dec(J2000) = 57° 29′ 16″.
Akronim SGR pochodzi od słów soft gamma repeater (powtarzalne źródło miękkich promieni gamma), a następujące po nim liczby określają położenie obiektu na niebie.

## Charakterystyka fizyczna
Średnica obiektu szacowana jest na około 12 tysięcy metrów.
Obserwacje obiektu dokonane pomiędzy czerwcem 2009 a sierpniem 2012 pozwoliły ustalić jego okres obrotu na 9,08 sekund. W odróżnieniu od wcześniej znanych magnetarów, SGR 0418 miał stałą prędkość obrotową, która nie uległa spowolnieniu w okresie trwania obserwacji. Znane gwiazdy neutronowe, do których należą magnetary, mają z upływem czasu coraz wolniejszy okres obrotowy, czego jednak nie odkryto w przypadku SGR 0418. Teoretyczne modele magnetarów wskazywały, że SGR 0418 ma najsłabsze znane powierzchniowe pole magnetyczne wśród obiektów tego typu wynoszące zaledwie 6×1012 Gs, czyli tyle co pole magnetyczne typowej gwiazdy neutronowej. Słabe pole magnetyczne magnetara miało się wiązać ze znacznym wiekiem tej gwiazdy, który był szacowany na pomiędzy 550 tysięcy a 1 milionem lat. Z powodu słabego pola magnetycznego SGR 0418 został określony jako „anomalia wśród anomalii, magnetary różnią się od typowych gwiazd neutronowych, ale dodatkowo SGR 0418 wyróżnia się od typowych magnetarów”.
W 2012 opublikowano pierwsze badania wskazujące na to, że SGR 0418 może być bardziej typowym magnetarem niż wcześniej sądzono. Nietypowe dane obserwacyjne dotyczącego tego obiektu były tłumaczone dużą inklinacją jego osi obrotowej lub silnym, bardzo skręconym, lokalnym polem magnetycznym na zlokalizowanym pod lub tuż przy powierzchni gwiazdy.
Nowe techniki obserwacyjne pozwoliły w 2013 na zweryfikowanie tych hipotez. Gwiazda została ponownie zbadana przy użyciu rentgenowskiego teleskopu kosmicznego XMM-Newton, co pozwoliło badaczom na pomiar krótkotrwałych zmian w spektrum emitowanego przez SGR 0418 promieniowania gamma. Obserwacje potwierdziły, że magnetar ma bardzo silne, lokalnie zakręcone pole magnetyczne. Według tych obserwacji nie jest on najsłabszym znanym magnetarem, ale należy do obiektów z najsilniejszymi znanymi polami magnetycznymi, jego szacowane pole magnetyczne wynosi do 1015 Gausów.